# Gran Premio Miguel Induráin 2023
La 74.ª edición de la clásica ciclista Gran Premio Miguel Induráin fue una carrera en España que se celebró el 1 de abril de 2023 con inicio y final en la ciudad de Estella sobre un recorrido de 190 kilómetros.
La carrera formó parte del UCI ProSeries 2023, calendario ciclístico mundial de segunda división, dentro de la categoría UCI 1.Pro. El vencedor fue el español Ion Izagirre del Cofidis y estuvo acompañado en el podio por el colombiano Sergio Higuita del Bora-Hansgrohe y el danés Mattias Skjelmose Jensen del Trek-Segafredo, segundo y tercer clasificado respectivamente.

## Equipos participantes
Tomaron parte en la carrera 21 equipos: 10 de categoría UCI WorldTeam, 10 de categoría UCI ProTeam y 1 de categoría Continental. Formaron así un pelotón de 140 ciclistas de los que acabaron 104. Los equipos participantes fueron:
| WorldTeams (10)- AG2R Citroën Team - Astana Qazaqstan Team - Bora-Hansgrohe - Cofidis - EF Education-EasyPost - Movistar Team - Arkéa-Samsic - Team Jayco AlUla - Trek-Segafredo - UAE Team Emirates ProTeams (10)- Burgos-BH - Caja Rural-Seguros RGA - Eolo-Kometa - Equipo Kern Pharma - Euskaltel-Euskadi - Human Powered Health - Israel-Premier Tech - Lotto Dstny - Team Novo Nordisk - TotalEnergies Equipo continental- Electro Hiper Europa |
| |

## Clasificación final
- La clasificación finalizó de la siguiente forma:[4]

| \| Clasificación general \| Clasificación general \| Clasificación general \| Clasificación general \| Clasificación general \| \| Ciclista \| Ciclista \| Equipo \| Tiempo \| \| \| --------------------- \| ------------------------ \| ---------------------- \| --------------------- \| --------------------- \| \| 1.º \| Ion Izagirre \| Cofidis \| 5 h 09 min 05 s \| \| \| 2.º \| Sergio Higuita \| Bora-Hansgrohe \| + 2 s \| \| \| 3.º \| Mattias Skjelmose \| Trek-Segafredo \| + 13 s \| \| \| 4.º \| Andreas Kron \| Lotto Dstny \| + 20 s \| \| \| 5.º \| Roger Adrià \| Equipo Kern Pharma \| + 20 s \| \| \| 6.º \| Alex Aranburu \| Movistar Team \| + 23 s \| \| \| 7.º \| Corbin Strong \| Israel-Premier Tech \| + 25 s \| \| \| 8.º \| Élie Gesbert \| Arkéa-Samsic \| + 25 s \| \| \| 9.º \| Felix Gall \| AG2R Citroën Team \| + 32 s \| \| \| 10.º \| Christian Scaroni \| Astana Qazaqstan Team \| + 32 s \| \| \| 11.º \| Richard Carapaz \| EF Education-EasyPost \| + 32 s \| \| \| 12.º \| Esteban Chaves \| EF Education-EasyPost \| + 32 s \| \| \| 13.º \| Ruben Guerreiro \| Movistar Team \| + 36 s \| \| \| 14.º \| Diego Ulissi \| UAE Team Emirates \| + 37 s \| \| \| 15.º \| Jefferson Cepeda \| Caja Rural-Seguros RGA \| + 37 s \| \| \| 16.º \| Clément Champoussin \| Arkéa-Samsic \| + 37 s \| \| \| 17.º \| José Manuel Díaz Gallego \| Burgos-BH \| + 37 s \| \| \| 18.º \| Steff Cras \| TotalEnergies \| + 37 s \| \| \| 20.º \| Marc Soler \| UAE Team Emirates \| + 48 s \| \| |                          |                        |                 |
| |                          |                        |                 |
| Fuente: ProCyclingStats |                          |                        |                 |
| Clasificación general |                          |                        |                 |
| Ciclista | Ciclista                 | Equipo                 | Tiempo          |
| 1.º | Ion Izagirre             | Cofidis                | 5 h 09 min 05 s |
| 2.º | Sergio Higuita           | Bora-Hansgrohe         | + 2 s           |
| 3.º | Mattias Skjelmose        | Trek-Segafredo         | + 13 s          |
| 4.º | Andreas Kron             | Lotto Dstny            | + 20 s          |
| 5.º | Roger Adrià              | Equipo Kern Pharma     | + 20 s          |
| 6.º | Alex Aranburu            | Movistar Team          | + 23 s          |
| 7.º | Corbin Strong            | Israel-Premier Tech    | + 25 s          |
| 8.º | Élie Gesbert             | Arkéa-Samsic           | + 25 s          |
| 9.º | Felix Gall               | AG2R Citroën Team      | + 32 s          |
| 10.º | Christian Scaroni        | Astana Qazaqstan Team  | + 32 s          |
| 11.º | Richard Carapaz          | EF Education-EasyPost  | + 32 s          |
| 12.º | Esteban Chaves           | EF Education-EasyPost  | + 32 s          |
| 13.º | Ruben Guerreiro          | Movistar Team          | + 36 s          |
| 14.º | Diego Ulissi             | UAE Team Emirates      | + 37 s          |
| 15.º | Jefferson Cepeda         | Caja Rural-Seguros RGA | + 37 s          |
| 16.º | Clément Champoussin      | Arkéa-Samsic           | + 37 s          |
| 17.º | José Manuel Díaz Gallego | Burgos-BH              | + 37 s          |
| 18.º | Steff Cras               | TotalEnergies          | + 37 s          |
| 20.º | Marc Soler               | UAE Team Emirates      | + 48 s          |

## Ciclistas participantes y posiciones finales
Convenciones:
- AB-N: Abandono en la etapa "N"
- FLT-N: Retiro por llegada fuera del límite de tiempo en la etapa "N"
- NTS-N: No tomó la salida para la etapa "N"
- DES-N: Descalificado o expulsado en la etapa "N"

## UCI World Ranking
El Gran Premio Miguel Induráin otorgó puntos para el UCI World Ranking para corredores de los equipos en las categorías UCI WorldTeam, UCI ProTeam y Continental. Las siguientes tablas son el baremo de puntuación y los diez corredores que obtuvieron más puntos:
| Posición              | 1.º | 2.º | 3.º | 4.º | 5.º | 6.º | 7.º | 8.º | 9.º | 10.º | 11.º | 12.º | 13.º | 14.º | 15.º | 16.º-30.º | 31.º-40.º |
| Clasificación general | 200 | 150 | 125 | 100 | 85  | 70  | 60  | 50  | 40  | 35   | 30   | 25   | 20   | 15   | 10   | 5         | 3         |

| Clasificación |                          |                     |         |
| Posición      | Ciclista                 | Equipo              | General |
| ------------- | ------------------------ | ------------------- | ------- |
| 1.º           | Ion Izagirre             | Cofidis             | 200     |
| 2.º           | Sergio Higuita           | Bora-Hansgrohe      | 150     |
| 3.º           | Mattias Skjelmose Jensen | Trek-Segafredo      | 125     |
| 4.º           | Andreas Kron             | Lotto Dstny         | 100     |
| 5.º           | Roger Adrià              | Kern Pharma         | 85      |
| 6.º           | Alex Aranburu            | Movistar            | 70      |
| 7.º           | Corbin Strong            | Israel-Premier Tech | 60      |
| 8.º           | Élie Gesbert             | Arkéa Samsic        | 50      |
| 9.º           | Felix Gall               | AG2R Citroën        | 40      |
| 10.º          | Christian Scaroni        | Astana Qazaqstan    | 35      |